# Mistrzostwa Azji w Piłce Ręcznej Kobiet 1989
Mistrzostwa Azji w Piłce Ręcznej Kobiet 1989 – drugie mistrzostwa Azji w piłce ręcznej kobiet, oficjalny międzynarodowy turniej piłki ręcznej o randze mistrzostw kontynentu organizowany przez AHF mający na celu wyłonienie najlepszej żeńskiej reprezentacji narodowej w Azji. Odbył się w dniach 21–29 sierpnia 1989 roku w chińskim Pekinie. Mistrzostwa były jednocześnie eliminacjami do MŚ 1990.
Tytuł zdobyty w 1987 roku obroniła reprezentacja Korei Południowej, awans na mistrzostwa świata uzyskały natomiast Chinki, Koreanki bowiem miały już zapewniony start jako mistrzynie olimpijskie.

## Faza grupowa
|  | Korea Południowa | 29:24 | Chiny | Pekin |
|  |                  | 29:24 |       | Pekin |

|  | Korea Południowa | 33:26 | Japonia | Pekin |
|  |                  | 33:26 |         | Pekin |

|  | Korea Południowa | 32:14 | Chińskie Tajpej | Pekin |
|  |                  | 32:14 |                 | Pekin |

|  | Korea Południowa | 51:8 | Hongkong | Pekin |
|  |                  | 51:8 |          | Pekin |

|  | Chiny | 25:21 | Japonia | Pekin |
|  |       | 25:21 |         | Pekin |

|  | Chiny | 29:16 | Chińskie Tajpej | Pekin |
|  |       | 29:16 |                 | Pekin |

|  | Chiny | 47:7 | Hongkong | Pekin |
|  |       | 47:7 |          | Pekin |

|  | Japonia | 26:15 | Chińskie Tajpej | Pekin |
|  |         | 26:15 |                 | Pekin |

|  | Japonia | 49:6 | Hongkong | Pekin |
|  |         | 49:6 |          | Pekin |

|  | Chińskie Tajpej | 43:9 | Hongkong | Pekin |
|  |                 | 43:9 |          | Pekin |

## Klasyfikacja końcowa
| Miejsce | Reprezentacja    | Uwagi          |
| ------- | ---------------- | -------------- |
| złoto   | Korea Południowa | -              |
| srebro  | Chiny            | awans: MŚ 1990 |
| brąz    | Japonia          | -              |
| 4       | Chińskie Tajpej  | -              |
| 5       | Hongkong         | -              |